# Pavle Gaži
Pavle Gaži (* 7. Februar 1927 in Koprivnica; † 18. Februar 2021 ebenda) war ein jugoslawischer Politiker.

## Leben
Gaži gehörte bereits als Schüler der Kommunistischen Jugendorganisation SKOJ an. Er studierte Agrarwissenschaften in Zagreb. Ab 1952 arbeitete er bei Podravka, von 1957 bis 1978 war Gaži Direktor dieses Unternehmens, das sich während dieser Zeit von einem kleinen Betrieb zu einem großen Lebensmittelkonzern wandelte.
Von Juli 1982 bis September 1983 war er Innenminister der SR Kroatien. Seine Entlassung als Innenminister soll erfolgt sein, nachdem er Ermittlungen gegen Vanja Špiljak, einen im Management des Ölkonzerns INA beschäftigten Sohn des Politikers Mika Špiljak, wegen Wirtschaftskriminalität veranlasst hatte.
Als 2005 in München Krunoslav Prates festgenommen und des im Juli 1983 durchgeführten Mordes an dem Exilkroaten Stjepan Đureković angeklagt wurde, erschienen in einigen kroatischen Zeitungen Artikel, die Pavle Gaži und Stane Dolanc (den jugoslawischen Innenminister der Jahre 1982 bis 1984) als angebliche Hintermänner beschuldigten. Gaži stritt die Vorwürfe ab und beschuldigte Mika Špiljak, hinter dem Mord gestanden zu haben. In dem Münchner Mordprozess sagte Gaži per Videoschalte aus einem Gerichtssaal in Zagreb als Zeuge aus.
Im Jahr 2005 wurde er als Abgeordneter eines Wahlbündnisses aus HSLS, HNS, LS und HSU in das Regionalparlament der Gespanschaft Koprivnica-Križevci gewählt. 2019 wurde Gaži Ehrenbürger der Stadt Koprivnica. Er starb am 18. Februar 2021, wenige Tage nach seinem 94. Geburtstag. Er hatte seit Januar 2021 an einer COVID-19-Erkrankung gelitten.